# ويليام كول
ويليام كول (بالإنجليزية: William Cole)‏ هو سياسي أسترالي وبريطاني (وحمل سابقاً جنسية المملكة المتحدة لبريطانيا العظمى وأيرلندا)، ولد في 14 أكتوبر 1858، وتوفي في 13 مارس 1938. حزبياً، نشط في حزب العمال الأسترالي (فرع جنوب أستراليا) ‏ وNational Party (South Australia) ‏. وقد انتخب عضو مجلس النواب جنوب أستراليا من الجمعية عن دائرة Electoral district of Port Pirie ‏ وقد انضم خلال فترته النيابية (12 مارس 1915 – 5 أبريل 1918)  للكتلة البرلمانية حزب العمال الأسترالي (فرع جنوب أستراليا) ‏ وانتخب عضو مجلس النواب جنوب أستراليا من الجمعية عن دائرة Electoral district of Stanley (South Australia) ‏ وقد انضم خلال فترته النيابية (2 أبريل 1910 – 11 مارس 1915)  للكتلة البرلمانية حزب العمال الأسترالي (فرع جنوب أستراليا) ‏.